# Arthur Johnson (allenatore)
Arthur Johnson (Dublino, 12 aprile 1879 – Wallasey, 23 maggio 1929) è stato un calciatore e allenatore di calcio irlandese. Noto per essere stato il primo allenatore del Real Madrid.

## Carriera

### Giocatore
In carriera, Johnson giocò per il Real Madrid dal 1902 al 1910. Fu il primo giocatore a segnare per il Real Madrid nel Clásico di Spagna, in una partita valevole per la Coppa dell'Incoronazione giocata il 13 maggio 1902. Da giocatore, Johnson vinse cinque campionati regionali e quattro Coppe del Re.

### Allenatore
Dopo aver concluso la carriera come calciatore, Johnson divenne il primo allenatore del Real Madrid, carica che ricoprì dal 1910 al 1920. In questo periodo fu vincitore di cinque campionati regionali e una Coppa del Re.

## Palmarès

### Giocatore
- Coppa di Spagna: 4

Real Madrid: 1905, 1906, 1907, 1908
- Campeonato Regional Centro: 5

Real Madrid: 1905, 1906, 1907, 1908, 1910

### Allenatore
- Coppa di Spagna: 1

Real Madrid: 1917
- Campeonato Regional Centro: 5

Real Madrid: 1913, 1916, 1917, 1918, 1920